# Drake Silbernagel
Drake Oliver Silbernagel (Glendale, 25 luglio 1994) è un pallavolista statunitense.
Gioca nel ruolo di centrale nel Maccabi Tel Aviv.

## Carriera
La carriera di Drake Silbernagel inizia nei tornei scolastici dell'Arizona, giocando con la Deer Valley HS; dopo il diploma studia alla Università statale dell'Arizona, che è tuttavia sprovvista di un programma di pallavolo maschile. Conclusi i suoi studi, torna in campo con la Grand Canyon, partecipando alla NCAA Division I nel 2017.
Nella stagione 2017-18 firma il suo primo contratto professionistico nella Volley League greca col Panathīnaïkos. Nella stagione seguente gioca a Israele col Maccabi Tel Aviv, in Premier League Volleyball.